# Koorddansen

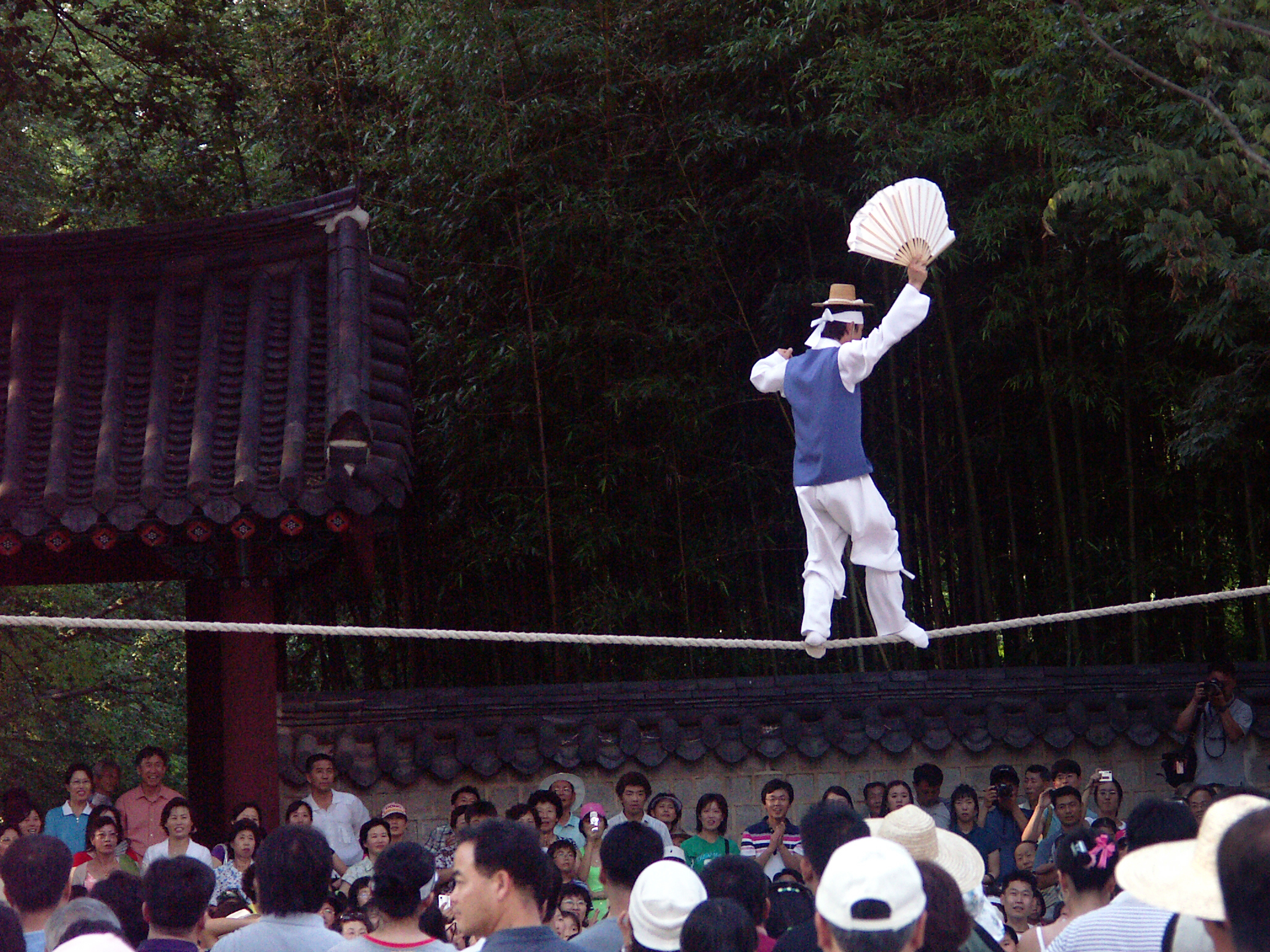
Koorddanser in Zuid-Korea

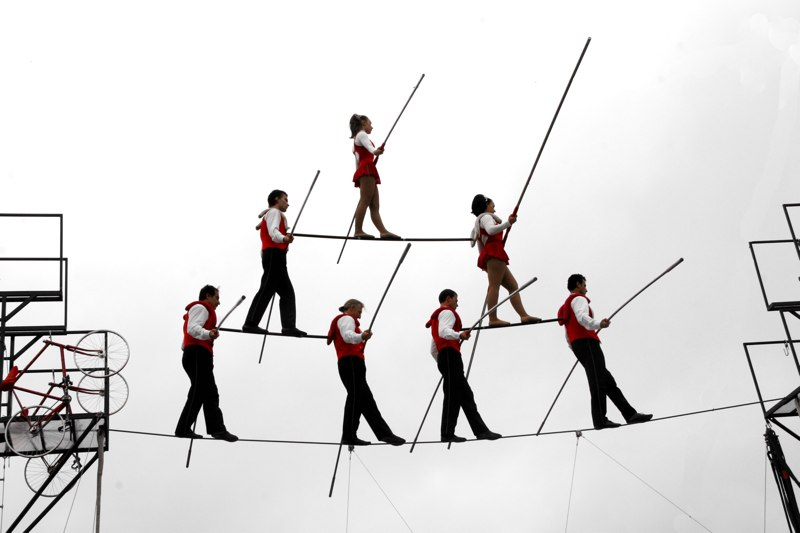
Koorddansers vormen een piramide

Koorddansen is het balanceren op een strakgespannen kabel. Men kan hier zowel overheen lopen als acrobatische toeren uithalen, zoals een spagaat, koprol of salto.
Een beginnend koorddanser leert eerst zijn evenwicht te trainen door naar de overkant te lopen op een laag koord. In grote circussen ziet men de professionals vaak op koorden lopen die op grote hoogte zijn gespannen. Voor de veiligheid wordt dan onder het koord een net gespannen of wordt de koorddanser gezekerd. Hiermee kunnen dodelijke ongelukken worden voorkomen in het geval dat de koorddanser mocht vallen.

## Afbeeldingen

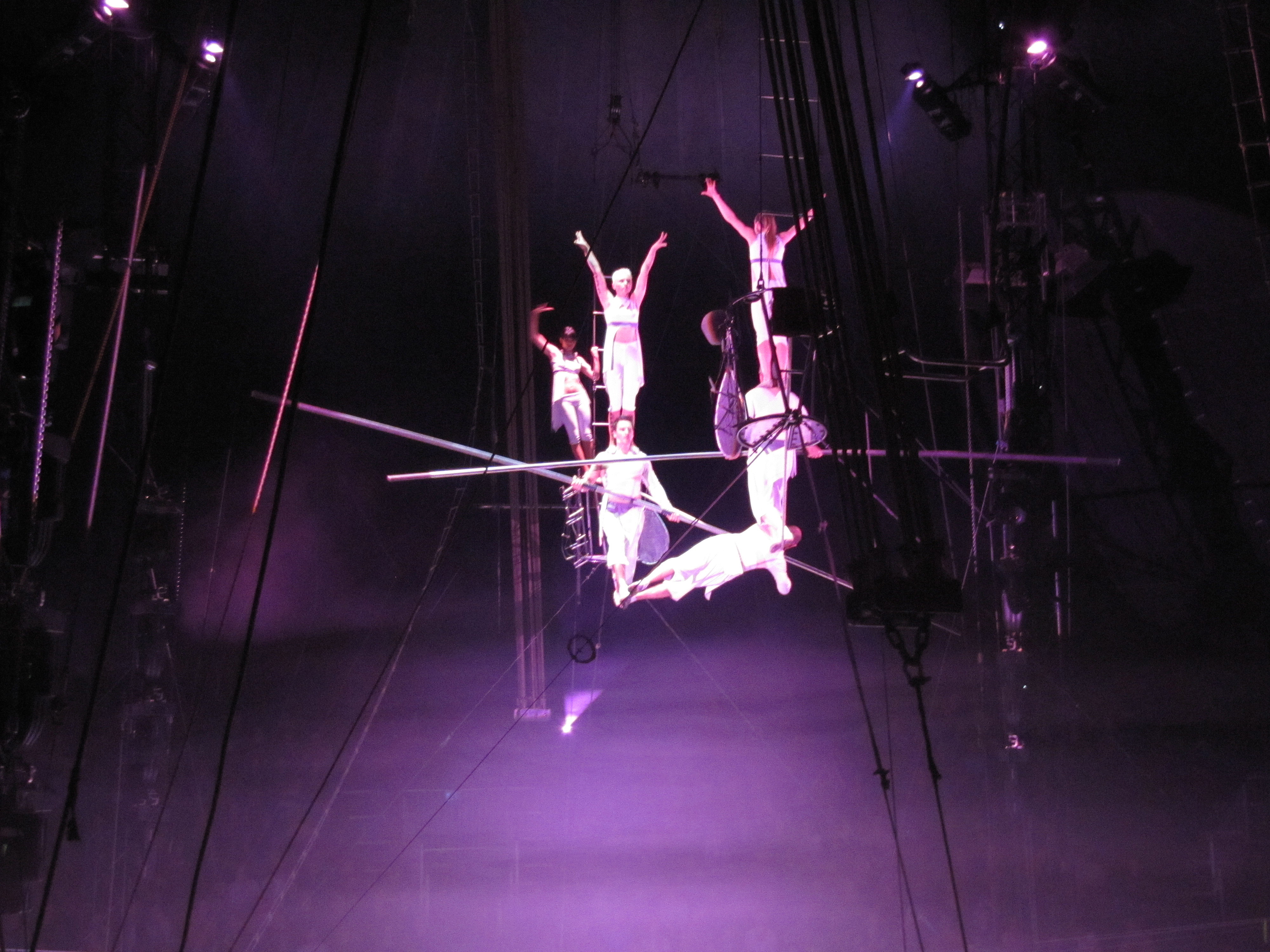